# Henri Bouvet
 (août 2024).
Si vous disposez d'ouvrages ou d'articles de référence ou si vous connaissez des sites web de qualité traitant du thème abordé ici, merci de compléter l'article en donnant les références utiles à sa vérifiabilité et en les liant à la section « Notes et références ».
Ne doit pas être confondu avec Henry Bouvet.
Pour les articles homonymes, voir Bouvet.
Henri Bouvet, né le 7 août 1939 à Strasbourg, est un homme politique français.

## Biographie
Il a fondé le club des élus et entreprenants pour l'emploi (C3E) et présidé l'association des diplômés de l'ESSEC. Il a également été membre du conseil économique et social du Limousin. Il est aujourd'hui président de Sovefi et de l'institut Écomonde vice-président de France-Amériques.

## Mandats électifs
- Député de la Haute-Vienne (1986-1988)
- Conseiller municipal de Limoges